# Stara Synagoga w Oleśnie
Stara Synagoga w Oleśnie – pierwsza, drewniana synagoga, znajdująca się w Oleśnie, zaraz obok cmentarza żydowskiego, pierwotnie poza dawnymi murami miejskimi.

## Historia
Synagoga została zbudowana w 1814 roku według planów mistrza murarskiego Antoniego Winklera oraz mistrza ciesielskiego Pantscha. Synagoga powstała na miejscu najprawdopodobniej starszego obiektu, na temat którego nie ma informacji. Synagoga doszczętnie spłonęła po uderzeniu pioruna w 1887 roku.